# Manen
Manen (japanska: 万延?, man'en) (18 mars 1860–19 februari 1861) är en period i den japanska tideräkningen. Den inleddes under kejsar Komeis regeringstid efter en brand i palatset i Edo.
Namnet kommer från ett citat ur en klassisk kinesisk text, Hou Hanshu, "10 000 efterföljare, ditt namn lever för evigt". Perioden varade ironiskt nog inte mer än ett år. Under den tiden seglade för första gången en japansk regeringsdelegation över Stilla havet för att möta amerikanerna i Washington.